# تور جهانی تنیس سری ۵۰۰
تور جهانی تنیس سری ۵۰۰ از سری مسابقات تنیس است که توسط انجمن تنیس حرفه‌ای برگزار می‌شود.

مبلغ جایزه نقدی این تورنمنت € ۱٬۹۱۵٬۰۶۰ یورو است که به قهرمان € ۳۵۲٬۳۵۵ یورو به همراه ۵۰۰ امتیاز و نایب قهرمان € ۱۵۸٬۸۶۰ یورو به همراه ۳۰۰ امتیاز می‌رسد. 